# NGC 1614
NGC 1614 (другие обозначения — MCG −1-12-32, MK 617, 2ZW 15, ARP 186, IRAS04315-0840, PGC 15538) — пекулярная спиральная галактика с перемычкой в созвездии Эридан.
Этот объект входит в число перечисленных в оригинальной редакции «Нового общего каталога».
Объект был обнаружен 29 декабря 1885 года американским астрономом Льюисом Свифтом, который в сокращённом виде описал его как: довольно тусклый, маленький, круглый объект, немного ярче в середине.
В 1966 году объект был включён в атлас пекулярных галактик. В 1971 году швейцарский астроном Фриц Цвикки описал её как "голубую постэруптивную галактику с компактным пятнистым ядром, спиральными шлейфами и длинной голубой струёй.
Галактика поглощает соседнюю богатую газом карликовую галактику. По оценкам, NGC 1614 примерно в 3-5 раз массивнее сливающегося объекта. В результате приливных взаимодействий образуется несколько шлейфов и звёздных потоков. Из-за притока газа, вызванного слиянием, вокруг ядра сформировалось кольцо радиусом 230 пк, и эта структура является местом звездообразования. NGC 1614 является одной из галактик в пределах 75 Мпк с самым интенсивным темпом звездообразования, а по интенсивности инфракрасного излучения занимает второе место.
Интенсивное излучение может маскировать наличие активного ядра галактики.
В галактике вспыхнула сверхновая SN 1996D типа Ic . Её пиковая видимая звёздная величина составила 18,2.